# Anacyrtoxipha albotibialis
Anacyrtoxipha albotibialis är en insektsart som först beskrevs av La Baume 1911.  Anacyrtoxipha albotibialis ingår i släktet Anacyrtoxipha och familjen syrsor. Inga underarter finns listade i Catalogue of Life.